# Prêmio Kantorovich
O Prêmio Kantorovich (em russo:  Премия имени Л.В. Канторовича) é denominado em memória do matemático e economista russo Leonid Kantorovich, concedido pela Academia de Ciências da Rússia desde 1996 por trabalhos de destaque na área de métodos e modelos matemáticos em economia. É concedido a cada três anos.

## Recipientes
- 1996 Valeri Makarov
- 1999 Victor Polterovich
- 2002 Vladimir Danilov
- 2005 Valeri Vassiliev
- 2008 Sergei Suslitsin
- 2008 Viktor Suslov
- 2008 Alexander Granberg
- 2011 Ivan Ieremin
- 2014 Ielena Ianowskaia
- 2017 Sergei Aivasian
- 2020 Ielena Suschko
- 2020 Albert Bachtisin
- 2020 Valeri Makarov